# Силва де Оливейра, Джованни
Джова́нни Си́лва де Оливе́йра (порт. Giovanni Silva de Oliveira; 4 февраля 1972, Абаэтетуба, Бразилия), более известный как просто Джова́нни — бразильский футболист.
С 1996 по 1999 год провёл за национальную сборную Бразилии 20 матчей, в которых забил 6 голов. В 2010 году завершил карьеру. В настоящее время работает скаутом в греческом «Олимпиакосе».

## Достижения
В клубе
- Чемпион штата Пара: 1993 («Ремо»)
- Кубок обладателей кубков: 1997 («Барселона»)
- Суперкубок УЕФА: 1997 («Барселона»)
- Чемпион Испании: 1998, 1999 («Барселона»)
- Кубок Испании: 1997 и 1998 («Барселона»)
- Суперкубок Испании: 1996 («Барселона»)
- Чемпион Греции: 1999/00, 2000/01, 2001/02, 2002/03 и 2004/05 («Олимпиакос»)
- Кубок Греции: 2005 («Олимпиакос»)
- Чемпион штата Сан-Паулу: 2006 («Сантос»)

В сборной
- Обладатель Кубка Америки: 1997
- Финалист чемпионата мира: 1998

Личные
- Обладатель приза лучшему футболисту чемпионата Бразилии (Bola de Ouro): 1995 («Сантос»)
- Лучший иностранный игрок чемпионата Греции: 2000 («Олимпиакос»)
- Лучший бомбардир чемпионата Греции: 2004 («Олимпиакос»)